# Kryddnejliksläktet
Kryddnejliksläktet (Syzygium) är ett släkte inom familjen myrtenväxter.
Arterna i släktet bildar vanligen buskar eller träd, men också halvbuskar förekommer. Blomställningen är vanligen ett toppställt knippe med många blommor, mer sällan från bladvecken. Blommorna är tvåkönade och päronformade i knopp. Fruktväggen formar en förtjockning under de övriga blomorganen och i toppen sitter ståndarna fästade. Nertill avsmalnar den till ett falskt skaft. Foderbladen sitter som små flikar på fruktväggen. Kronbladen är fyra och faller av tidigt. Ståndarna är talrika, fria och mer än dubbelt så långa som kronbladen och har tagit över rollen som skyltorgan. De är vita, gräddvita eller röda. Pistillen är ensam, ofta något längre än ståndarna. Frukten är ett bär, vanligen med ett ensamt frö.

## Dottertaxa tillSyzygium, i alfabetisk ordning[1]
- Syzygium abbreviatum
- Syzygium aborense
- Syzygium abortivum
- Syzygium abulugense
- Syzygium aciculinum
- Syzygium acre
- Syzygium acrophilum
- Syzygium acuminatissimum
- Syzygium acuminatum
- Syzygium acutangulum
- Syzygium acutatum
- Syzygium adelphicum
- Syzygium adenophyllum
- Syzygium aegiceroides
- Syzygium aemulum
- Syzygium aeoranthum
- Syzygium affine
- Syzygium agastyamalayanum
- Syzygium aggregatum
- Syzygium aksornae
- Syzygium alatoramulum
- Syzygium alatum
- Syzygium albayense
- Syzygium albiflorum
- Syzygium album
- Syzygium alliiligneum
- Syzygium alternifolium
- Syzygium alubo
- Syzygium alutaceum
- Syzygium alvarezii
- Syzygium alyxiifolium
- Syzygium amicorum
- Syzygium amieuense
- Syzygium amphoraecarpus
- Syzygium amplexicaule
- Syzygium ampliflorum
- Syzygium amplifolium
- Syzygium amplum
- Syzygium ampullarium
- Syzygium anacardiifolium
- Syzygium andamanicum
- Syzygium aneityense
- Syzygium angkae
- Syzygium angophoroides
- Syzygium angulare
- Syzygium angulatum
- Syzygium anisatum
- Syzygium anisopetalum
- Syzygium anisosepalum
- Syzygium anomalum
- Syzygium anthicoides
- Syzygium anthicum
- Syzygium antisepticum
- Syzygium antonianum
- Syzygium aoupinianum
- Syzygium apetiolatum
- Syzygium apiarii
- Syzygium apodophyllum
- Syzygium apodum
- Syzygium apoense
- Syzygium aqueum
- Syzygium araiocladum
- Syzygium arboreum
- Syzygium arcanum
- Syzygium arcuatinervium
- Syzygium arenitense
- Syzygium argyrocalyx
- Syzygium argyropedicum
- Syzygium armstrongii
- Syzygium aromaticum
- Syzygium assamicum
- Syzygium assimile
- Syzygium astronioides
- Syzygium attenuatum
- Syzygium attopeuense
- Syzygium aurantiacum
- Syzygium auriculatum
- Syzygium australe
- Syzygium austrocaledonicum
- Syzygium austrosinense
- Syzygium austroyunnanense
- Syzygium avene
- Syzygium badescens
- Syzygium badium
- Syzygium baeuerlenii
- Syzygium bakoense
- Syzygium baladense
- Syzygium balansae
- Syzygium balerense
- Syzygium balfourii
- Syzygium balsameum
- Syzygium bamagense
- Syzygium bankense
- Syzygium banksii
- Syzygium baramense
- Syzygium barnesii
- Syzygium barringtonioides
- Syzygium bartonii
- Syzygium bataanense
- Syzygium batadamba
- Syzygium baviense
- Syzygium beccarii
- Syzygium beddomei
- Syzygium benguellense
- Syzygium benguetense
- Syzygium benjaminum
- Syzygium bernardoi
- Syzygium bernieri
- Syzygium bicolor
- Syzygium bicostatum
- Syzygium bijouxii
- Syzygium blancoi
- Syzygium blumei
- Syzygium boerlagei
- Syzygium boisianum
- Syzygium bonii
- Syzygium boonjee
- Syzygium borbonicum
- Syzygium bordenii
- Syzygium borneense
- Syzygium boulindaense
- Syzygium bourdillonii
- Syzygium brachiatum
- Syzygium brachyanthelium
- Syzygium brachybotryum
- Syzygium brachycalyx
- Syzygium brachypodum
- Syzygium brachyrachis
- Syzygium brachythyrsum
- Syzygium brachyurum
- Syzygium brackenridgei
- Syzygium bracteosum
- Syzygium branderhorstii
- Syzygium brassii
- Syzygium brevicymum
- Syzygium brevifolium
- Syzygium brevioperculatum
- Syzygium brevipaniculatum
- Syzygium brevipes
- Syzygium brittonianum
- Syzygium brongniartii
- Syzygium brousmichei
- Syzygium bruynii
- Syzygium bubengense
- Syzygium buettnerianum
- Syzygium bujangii
- Syzygium bullockii
- Syzygium bungadinnia
- Syzygium burepense
- Syzygium burkillianum
- Syzygium busuense
- Syzygium buxifolioideum
- Syzygium buxifolium
- Syzygium cacuminis
- Syzygium cagayanense
- Syzygium calcadense
- Syzygium calcicola
- Syzygium calcimontanum
- Syzygium calleryanum
- Syzygium callianthum
- Syzygium calophyllifolium
- Syzygium calubcob
- Syzygium calyptrocalyx
- Syzygium cambodianum
- Syzygium cameronum
- Syzygium camptodromum
- Syzygium camptophyllum
- Syzygium campylocarpum
- Syzygium candelabriforme
- Syzygium canicortex
- Syzygium capillaceum
- Syzygium capitatum
- Syzygium capituliferum
- Syzygium capoasense
- Syzygium cardiophyllum
- Syzygium caroli
- Syzygium carolinense
- Syzygium carrii
- Syzygium cartilagineum
- Syzygium caryophyllatum
- Syzygium caryophylliflorum
- Syzygium caryophylloides
- Syzygium casiguranense
- Syzygium castaneum
- Syzygium cathayense
- Syzygium caudatilimbum
- Syzygium caudatum
- Syzygium cauliflorum
- Syzygium cavitense
- Syzygium cephalophorum
- Syzygium chaii
- Syzygium chamaebuxus
- Syzygium championii
- Syzygium chandrasekharanii
- Syzygium chanlos
- Syzygium chavaran
- Syzygium chloranthum
- Syzygium chloroleucum
- Syzygium christmannii
- Syzygium christophersenii
- Syzygium chunianum
- Syzygium ciliatosetosum
- Syzygium cinctum
- Syzygium cinereum
- Syzygium cinnamomeum
- Syzygium circumscissum
- Syzygium cladopterum
- Syzygium clavellatum
- Syzygium claviflorum
- Syzygium clementis
- Syzygium cleyerifolium
- Syzygium clusiifolium
- Syzygium clypeolatum
- Syzygium coalitum
- Syzygium coccineum
- Syzygium combretiflorum
- Syzygium commersonii
- Syzygium compongense
- Syzygium conceptionis
- Syzygium concinnum
- Syzygium condensatum
- Syzygium confertiflorum
- Syzygium confertum
- Syzygium confusum
- Syzygium congestiflorum
- Syzygium congestum
- Syzygium conglobatum
- Syzygium conglomeratum
- Syzygium congolense
- Syzygium conicum
- Syzygium consanguineum
- Syzygium consimile
- Syzygium conspersipunctatum
- Syzygium contractum
- Syzygium copelandii
- Syzygium cordatilimbum
- Syzygium cordatum
- Syzygium cordemoyi
- Syzygium cordifoliatum
- Syzygium cordifolium
- Syzygium coriaceum
- Syzygium cormiflorum
- Syzygium cornifolium
- Syzygium cornuflorum
- Syzygium corticopapyraceum
- Syzygium corticosum
- Syzygium corymbosum
- Syzygium corynanthum
- Syzygium corynocarpum
- Syzygium costulatum
- Syzygium courtallense
- Syzygium craibii
- Syzygium crassibracteatum
- Syzygium crassiflorum
- Syzygium crassilimbum
- Syzygium crassipes
- Syzygium crassissimum
- Syzygium cratermontensis
- Syzygium creaghii
- Syzygium crebrinerve
- Syzygium cruriflorum
- Syzygium crypteronioides
- Syzygium cumini
- Syzygium cuneatum
- Syzygium cuneiforme
- Syzygium curranii
- Syzygium curtiflorum
- Syzygium curtisii
- Syzygium curvistylum
- Syzygium cuttingii
- Syzygium cyanophyllum
- Syzygium cylindricum
- Syzygium cymosum
- Syzygium cyrtophylloides
- Syzygium danguyanum
- Syzygium dansiei
- Syzygium daphne
- Syzygium dasyphyllum
- Syzygium davaoense
- Syzygium dealbatum
- Syzygium decipiens
- Syzygium decoriflorum
- Syzygium decussatum
- Syzygium delicatulum
- Syzygium dempoense
- Syzygium densiflorum
- Syzygium densinervium
- Syzygium deplanchei
- Syzygium dictyoneurum
- Syzygium dielsianum
- Syzygium diffusiflorum
- Syzygium diffusum
- Syzygium diospyrifolium
- Syzygium discophorum
- Syzygium dispansum
- Syzygium divaricatum
- Syzygium dolichophyllum
- Syzygium dolichorhynchum
- Syzygium dolichostylum
- Syzygium dubium
- Syzygium duplomarginatum
- Syzygium dupontii
- Syzygium durifolium
- Syzygium durum
- Syzygium duthieanum
- Syzygium dyerianum
- Syzygium ebaloii
- Syzygium eburneum
- Syzygium ecostulatum
- Syzygium effusum
- Syzygium elegans
- Syzygium elliptifolium
- Syzygium elliptilimbum
- Syzygium elopurae
- Syzygium embelioides
- Syzygium emirnense
- Syzygium endertii
- Syzygium endophloium
- Syzygium erythranthum
- Syzygium erythrocalyx
- Syzygium erythrodoxum
- Syzygium erythropetalum
- Syzygium escritorii
- Syzygium eucalyptoides
- Syzygium eugeniiforme
- Syzygium eugenioides
- Syzygium euneuron
- Syzygium euonymifolium
- Syzygium euphlebium
- Syzygium evenulosum
- Syzygium everettii
- Syzygium exiguifolium
- Syzygium eximiiflorum
- Syzygium faciflorum
- Syzygium fastigiatum
- Syzygium fenicis
- Syzygium fergusonii
- Syzygium fibrosum
- Syzygium fijiense
- Syzygium filicaudum
- Syzygium filiflorum
- Syzygium filiforme
- Syzygium filipes
- Syzygium finetii
- Syzygium finisterrae
- Syzygium fischeri
- Syzygium flagrimonte
- Syzygium flavescens
- Syzygium flavidum
- Syzygium floribundum
- Syzygium flosculiferum
- Syzygium fluviatile
- Syzygium fluvicola
- Syzygium formosanum
- Syzygium formosum
- Syzygium forrestii
- Syzygium forte
- Syzygium fossiramulosum
- Syzygium foxworthianum
- Syzygium foxworthyi
- Syzygium francisii
- Syzygium fraternum
- Syzygium fratris
- Syzygium frutescens
- Syzygium fruticosum
- Syzygium fullagarii
- Syzygium fulvotomentosum
- Syzygium furfuraceum
- Syzygium fuscescens
- Syzygium fusticuliferum
- Syzygium gageanum
- Syzygium ganophyllum
- Syzygium garciae
- Syzygium garciniifolium
- Syzygium garcinioides
- Syzygium gardneri
- Syzygium gaultherioides
- Syzygium georgeae
- Syzygium germainii
- Syzygium gerrardii
- Syzygium gigantifolium
- Syzygium gillespiei
- Syzygium gilletii
- Syzygium giorgii
- Syzygium gitingense
- Syzygium gjellerupii
- Syzygium glabratum
- Syzygium gladiatum
- Syzygium glanduligerum
- Syzygium glaucissimum
- Syzygium glaucum
- Syzygium glenum
- Syzygium globiflorum
- Syzygium globosum
- Syzygium glomeratum
- Syzygium glomerulatum
- Syzygium glomeruliferum
- Syzygium gonatanthum
- Syzygium goniocalyx
- Syzygium goniopterum
- Syzygium gonshanense
- Syzygium goodenovii
- Syzygium gracilipaniculum
- Syzygium gracilipes
- Syzygium graeffei
- Syzygium graeme-andersoniae
- Syzygium grande
- Syzygium graveolens
- Syzygium grayi
- Syzygium grevesianum
- Syzygium griffithii
- Syzygium grijsii
- Syzygium griseum
- Syzygium guangxiense
- Syzygium guehoi
- Syzygium guillauminii
- Syzygium guineense
- Syzygium gustavioides
- Syzygium gyrostemoneum
- Syzygium hainanense
- Syzygium halophilum
- Syzygium hancei
- Syzygium handelii
- Syzygium haniffii
- Syzygium harmandii
- Syzygium havilandii
- Syzygium hebephyllum
- Syzygium hedraiophyllum
- Syzygium helferi
- Syzygium heloanthum
- Syzygium hemilamprum
- Syzygium hemisphericum
- Syzygium hemsleyanum
- Syzygium hendersonii
- Syzygium heterobotrys
- Syzygium hirtum
- Syzygium hodgkinsoniae
- Syzygium homichlophilum
- Syzygium hoseanum
- Syzygium houttuynii
- Syzygium houttuyniifolia
- Syzygium howii
- Syzygium hughcumingii
- Syzygium hulletianum
- Syzygium humblotii
- Syzygium hutchinsonii
- Syzygium hylochare
- Syzygium hylophilum
- Syzygium hypsipetes
- Syzygium idrisii
- Syzygium iliasii
- Syzygium ilocanum
- Syzygium imitans
- Syzygium imperiale
- Syzygium impressum
- Syzygium inasense
- Syzygium incarnatum
- Syzygium incrassatum
- Syzygium infrarubiginosum
- Syzygium ingens
- Syzygium inophylloides
- Syzygium inophyllum
- Syzygium inopinatum
- Syzygium insigne
- Syzygium insulare
- Syzygium intermedium
- Syzygium intumescens
- Syzygium isabelense
- Syzygium iteophyllum
- Syzygium iwahigense
- Syzygium ixoroides
- Syzygium jaffrei
- Syzygium jaheri
- Syzygium jainii
- Syzygium jambos
- Syzygium jasminifolium
- Syzygium jienfunicum
- Syzygium johnsonii
- Syzygium kabaense
- Syzygium kajewskii
- Syzygium kalahiense
- Syzygium kanarense
- Syzygium kanneliyensis
- Syzygium karimatense
- Syzygium kemamanense
- Syzygium keroanthum
- Syzygium kerrii
- Syzygium kerstingii
- Syzygium keysseri
- Syzygium khaoyaiense
- Syzygium khasianum
- Syzygium khoonmengianum
- Syzygium kiahii
- Syzygium kiauense
- Syzygium kietanum
- Syzygium kinabaluense
- Syzygium kipidamasii
- Syzygium klampok
- Syzygium klossii
- Syzygium koghianum
- Syzygium koniamboense
- Syzygium koordersianum
- Syzygium korthalsianum
- Syzygium koumacense
- Syzygium kriegeri
- Syzygium kudatense
- Syzygium kuebiniense
- Syzygium kunstleri
- Syzygium kuranda
- Syzygium kurzii
- Syzygium kusukusuense
- Syzygium kwangtungense
- Syzygium lacustre
- Syzygium laetum
- Syzygium laeve
- Syzygium lagerstmemioides
- Syzygium lakshnakarae
- Syzygium lambirense
- Syzygium lamii
- Syzygium lamprophyllum
- Syzygium lanceolarium
- Syzygium lanceolatum
- Syzygium lancilimbum
- Syzygium laqueatum
- Syzygium lasianthifolium
- Syzygium lateriflorum
- Syzygium latifolium
- Syzygium laurifolium
- Syzygium laxeracemosum
- Syzygium laxiflorum
- Syzygium lecardii
- Syzygium legatii
- Syzygium lehuntii
- Syzygium lenbrassii
- Syzygium leonhardii
- Syzygium leptoneurum
- Syzygium leptophlebium
- Syzygium leptopodium
- Syzygium leptostachyum
- Syzygium leptostemon
- Syzygium leucanthum
- Syzygium leucocladum
- Syzygium leucophloium
- Syzygium leucoxylon
- Syzygium levinei
- Syzygium lewisii
- Syzygium leytense
- Syzygium lifuanum
- Syzygium lilacinum
- Syzygium lineatum
- Syzygium linocieroideum
- Syzygium littorale
- Syzygium llanosii
- Syzygium loiseleurioides
- Syzygium longifolium
- Syzygium longipedicellatum
- Syzygium longipes
- Syzygium longissimum
- Syzygium longistylum
- Syzygium lorentzianum
- Syzygium lorofolium
- Syzygium ludovicii
- Syzygium luehmannii
- Syzygium lugubre
- Syzygium lunduense
- Syzygium luteum
- Syzygium luzonense
- Syzygium macgregorii
- Syzygium macilwraithianum
- Syzygium mackinnonianum
- Syzygium macranthum
- Syzygium macrocalyx
- Syzygium macromyrtus
- Syzygium madangense
- Syzygium magnoliifolium
- Syzygium maingayi
- Syzygium mainitense
- Syzygium maire
- Syzygium makul
- Syzygium malabaricum
- Syzygium malaccense
- Syzygium malagsam
- Syzygium mamillatum
- Syzygium mananquil
- Syzygium manii
- Syzygium maraca
- Syzygium marginatum
- Syzygium martelinoi
- Syzygium masukuense
- Syzygium mauritianum
- Syzygium mauritsii
- Syzygium medium
- Syzygium megacarpum
- Syzygium megalanthum
- Syzygium megalospermum
- Syzygium megistophyllum
- Syzygium mekongense
- Syzygium melanophilum
- Syzygium melanostictum
- Syzygium melliodorum
- Syzygium meorianum
- Syzygium merokense
- Syzygium merrittianum
- Syzygium micans
- Syzygium micklethwaitii
- Syzygium micrandrum
- Syzygium micranthum
- Syzygium microcymum
- Syzygium microphyllum
- Syzygium micropodum
- Syzygium millsii
- Syzygium mimicum
- Syzygium mindorense
- Syzygium minimum
- Syzygium minus
- Syzygium minutiflorum
- Syzygium minutuliflorum
- Syzygium mirabile
- Syzygium mirandae
- Syzygium mishmiense
- Syzygium monetarium
- Syzygium monimioides
- Syzygium monospermum
- Syzygium monticola
- Syzygium montis-adam
- Syzygium moorei
- Syzygium mouanum
- Syzygium moultonii
- Syzygium muelleri
- Syzygium mulgraveanum
- Syzygium multibracteolatum
- Syzygium multiglandulosum
- Syzygium multinerve
- Syzygium multipetalum
- Syzygium multipuncticulatum
- Syzygium mundagam
- Syzygium munronii
- Syzygium myhendrae
- Syzygium myriadenum
- Syzygium myrianthum
- Syzygium myrsinifolium
- Syzygium myrtifolium
- Syzygium myrtilloides
- Syzygium myrtillus
- Syzygium myrtoides
- Syzygium naiadum
- Syzygium nandarivatense
- Syzygium nanpingense
- Syzygium nanum
- Syzygium napiforme
- Syzygium neepau
- Syzygium neesianum
- Syzygium nemestrinum
- Syzygium nemorale
- Syzygium neocaledonicum
- Syzygium neriifolium
- Syzygium nervosum
- Syzygium neurocalyx
- Syzygium neurophyllum
- Syzygium ngadimanianum
- Syzygium ngoyense
- Syzygium nicobaricum
- Syzygium nidie
- Syzygium nigrans
- Syzygium nigricans
- Syzygium nigropunctatum
- Syzygium nitens
- Syzygium nitidulum
- Syzygium nitidum
- Syzygium nitrasirirakii
- Syzygium nomoa
- Syzygium normanbiensc
- Syzygium novoguineense
- Syzygium nummularium
- Syzygium nutans
- Syzygium oblanceolatum
- Syzygium oblancilimbum
- Syzygium oblatum
- Syzygium obliquinervium
- Syzygium oblongifolium
- Syzygium occidentale
- Syzygium occlusum
- Syzygium odoardoi
- Syzygium odoratum
- Syzygium oleosum
- Syzygium oligadelphum
- Syzygium oliganthum
- Syzygium oligomyrum
- Syzygium onesimum
- Syzygium onivense
- Syzygium oreophilum
- Syzygium orites
- Syzygium orthoneurum
- Syzygium ovale
- Syzygium ovalifolium
- Syzygium owariense
- Syzygium oxyphyllum
- Syzygium pachyanthum
- Syzygium pachycladum
- Syzygium pachyphyllum
- Syzygium pachyrrachis
- Syzygium pachysarcum
- Syzygium pachysepalum
- Syzygium pahangense
- Syzygium palauense
- Syzygium palawanense
- Syzygium palembanicum
- Syzygium palghatense
- Syzygium pallens
- Syzygium pallidilimbum
- Syzygium pallidulum
- Syzygium pallidum
- Syzygium paludosum
- Syzygium panayense
- Syzygium pancheri
- Syzygium panduriforme
- Syzygium paniculatum
- Syzygium paniense
- Syzygium panzeri
- Syzygium papillosum
- Syzygium papyraceum
- Syzygium paradoxum
- Syzygium paraiense
- Syzygium parameswaranii
- Syzygium parkeri
- Syzygium parvicarpum
- Syzygium parvifolium
- Syzygium parvulum
- Syzygium pascasioii
- Syzygium patens
- Syzygium patentinerve
- Syzygium pauciflorum
- Syzygium paucipunctatum
- Syzygium paucivenium
- Syzygium pauper
- Syzygium peekelii
- Syzygium pellucidum
- Syzygium penasii
- Syzygium pendens
- Syzygium pendulinum
- Syzygium penibukanense
- Syzygium pennelii
- Syzygium perakense
- Syzygium peregrinum
- Syzygium pergamaceum
- Syzygium pergamentaceum
- Syzygium periyarensis
- Syzygium perparvifolium
- Syzygium perryae
- Syzygium perspicuinervium
- Syzygium petakense
- Syzygium petelotii
- Syzygium petraeum
- Syzygium petrinense
- Syzygium petrophilum
- Syzygium phacelanthum
- Syzygium phaeophyllum
- Syzygium phaeostictum
- Syzygium phanerophlebium
- Syzygium phengklaii
- Syzygium philippinense
- Syzygium phillyreifolium
- Syzygium phryganodes
- Syzygium pierrei
- Syzygium pilgerianum
- Syzygium piluliferum
- Syzygium platycarpum
- Syzygium platypodum
- Syzygium plumbeum
- Syzygium plumeum
- Syzygium pluviatile
- Syzygium polisense
- Syzygium politum
- Syzygium polyanthum
- Syzygium polycephaloides
- Syzygium polycephalum
- Syzygium polycladum
- Syzygium polypetaloideum
- Syzygium polypetalum
- Syzygium polyphlebium
- Syzygium pondoense
- Syzygium pontianakense
- Syzygium populifolium
- Syzygium porphyranthum
- Syzygium porphyrocarpum
- Syzygium potamicum
- Syzygium poyanum
- Syzygium praecox
- Syzygium praestantilimbum
- Syzygium praestigiosum
- Syzygium praetermissum
- Syzygium praineanum
- Syzygium prasiniflorum
- Syzygium pringlei
- Syzygium propinquum
- Syzygium pseudocalcicola
- Syzygium pseudoclaviflorum
- Syzygium pseudocrenulatum
- Syzygium pseudofastigiatum
- Syzygium pseudoformosum
- Syzygium pseudojambolana
- Syzygium pseudolaetum
- Syzygium pseudomalaccense
- Syzygium pseudomegistophyllum
- Syzygium pseudomolle
- Syzygium pseudopinnatum
- Syzygium pterocalyx
- Syzygium pterocarpum
- Syzygium pterophorum
- Syzygium pteropodum
- Syzygium puberulum
- Syzygium pulaiense
- Syzygium pulchellum
- Syzygium pulgarense
- Syzygium pullei
- Syzygium punctilimbum
- Syzygium purpureum
- Syzygium purpuricarpum
- Syzygium purpuriflorum
- Syzygium pustulatum
- Syzygium putii
- Syzygium pycnanthum
- Syzygium pyrifolium
- Syzygium pyriforme
- Syzygium pyrocarpum
- Syzygium pyrrophloeum
- Syzygium quadrangulare
- Syzygium quadrangulatum
- Syzygium quadratum
- Syzygium quadrialatum
- Syzygium quadribracteatum
- Syzygium quadricostatum
- Syzygium racemosum
- Syzygium rakotovaoanum
- Syzygium rama-varmae
- Syzygium rambutyense
- Syzygium ramiflorum
- Syzygium ramilepis
- Syzygium ramosii
- Syzygium ramosissimum
- Syzygium rampans
- Syzygium randianum
- Syzygium rechingeri
- Syzygium recurvovenosum
- Syzygium refertum
- Syzygium rehderianum
- Syzygium rejangense
- Syzygium remotifolium
- Syzygium resa
- Syzygium reticulatum
- Syzygium retinervium
- Syzygium revolutum
- Syzygium rheophyticum
- Syzygium rhizophorum
- Syzygium rhomboideum
- Syzygium rhopalanthum
- Syzygium richardsonianum
- Syzygium richii
- Syzygium ridleyi
- Syzygium ridsdalei
- Syzygium rigens
- Syzygium rigidifolium
- Syzygium riparium
- Syzygium ripicola
- Syzygium rivulare
- Syzygium rizalense
- Syzygium robbinsii
- Syzygium robinsonii
- Syzygium robustum
- Syzygium rockii
- Syzygium roemeri
- Syzygium rolfei
- Syzygium rosaceum
- Syzygium rosenbluthii
- Syzygium roseomarginatum
- Syzygium roseum
- Syzygium rostadonis
- Syzygium rostratum
- Syzygium rosulentum
- Syzygium rotundifolium
- Syzygium rowlandii
- Syzygium rubens
- Syzygium rubescens
- Syzygium rubicundum
- Syzygium rubrimolle
- Syzygium rubropunctatum
- Syzygium rubropurpureum
- Syzygium rubrovenium
- Syzygium rugosum
- Syzygium rumphii
- Syzygium rysopodum
- Syzygium sabangense
- Syzygium sakalavarum
- Syzygium salicifolium
- Syzygium saliciforme
- Syzygium salicinum
- Syzygium salictoides
- Syzygium salignum
- Syzygium salomonense
- Syzygium salpinganthum
- Syzygium salwinense
- Syzygium samarangense
- Syzygium sambiranense
- Syzygium sambogense
- Syzygium samoense
- Syzygium sandwicense
- Syzygium santosii
- Syzygium sarmentosum
- Syzygium savaiiense
- Syzygium saxatile
- Syzygium sayeri
- Syzygium scalarinerve
- Syzygium schistaceum
- Syzygium schlechteri
- Syzygium schlechterianum
- Syzygium schumannianum
- Syzygium schwenckii
- Syzygium sclerophyllum
- Syzygium scolopophyllum
- Syzygium scortechinii
- Syzygium scytophyllum
- Syzygium seemannianum
- Syzygium seemannii
- Syzygium selukaifolium
- Syzygium sessililimbum
- Syzygium setosum
- Syzygium sexangulatum
- Syzygium sharonae
- Syzygium siamense
- Syzygium sichuanense
- Syzygium siderocola
- Syzygium silamense
- Syzygium simile
- Syzygium simillimum
- Syzygium singaporense
- Syzygium siphonanthum
- Syzygium skiophilum
- Syzygium slootenii
- Syzygium smalianum
- Syzygium smithii
- Syzygium soepadmoi
- Syzygium sogerense
- Syzygium sorongense
- Syzygium spathulatum
- Syzygium speciosissimum
- Syzygium spectabile
- Syzygium sphaeranthum
- Syzygium spissifolium
- Syzygium splendens
- Syzygium squamatum
- Syzygium squamiferum
- Syzygium sriganesanii
- Syzygium stapfianum
- Syzygium staudtii
- Syzygium steenisii
- Syzygium stelechanthum
- Syzygium stenocladum
- Syzygium stenurum
- Syzygium sterrophyllum
- Syzygium stictanthum
- Syzygium stipitatum
- Syzygium stipulare
- Syzygium stocksii
- Syzygium striatulum
- Syzygium subalatum
- Syzygium subamplexicaule
- Syzygium subcapitulatum
- Syzygium subcaudatum
- Syzygium subcorymbosum
- Syzygium subcrenatum
- Syzygium subdecussatum
- Syzygium subfalcatum
- Syzygium subfoetidum
- Syzygium subglobosum
- Syzygium subhorizontale
- Syzygium subisense
- Syzygium subnodosum
- Syzygium suborbiculare
- Syzygium subrotundifolium
- Syzygium subscandens
- Syzygium subsessile
- Syzygium subsessiliflorum
- Syzygium subsessilifolium
- Syzygium subsimile
- Syzygium subtile
- Syzygium sulcistylum
- Syzygium sulitii
- Syzygium sulphuratum
- Syzygium surigaense
- Syzygium suringarianum
- Syzygium swettenhamianum
- Syzygium sylvicola
- Syzygium symingtonianum
- Syzygium synaptoneurum
- Syzygium syzygioides
- Syzygium szemaoense
- Syzygium taeniatum
- Syzygium tahanense
- Syzygium taipingense
- Syzygium taiwanicum
- Syzygium tapiaka
- Syzygium tawahense
- Syzygium tayabense
- Syzygium taytayense
- Syzygium tchambaense
- Syzygium tectum
- Syzygium tekuense
- Syzygium tenellum
- Syzygium tenue
- Syzygium tenuicaudatum
- Syzygium tenuicorticum
- Syzygium tenuiflorum
- Syzygium tenuifolium
- Syzygium tenuilimbum
- Syzygium tenuipes
- Syzygium tenuirame
- Syzygium tenuirhachis
- Syzygium tephrodes
- Syzygium teretiflorum
- Syzygium tesselatum
- Syzygium tetragonum
- Syzygium tetrapleurum
- Syzygium tetrapterum
- Syzygium thalassicum
- Syzygium thomsenii
- Syzygium thorelii
- Syzygium thornei
- Syzygium thumra
- Syzygium tierneyanum
- Syzygium timorianum
- Syzygium tinctorium
- Syzygium tiumanense
- Syzygium toddalioides
- Syzygium tolypanthum
- Syzygium toninense
- Syzygium tonkinense
- Syzygium tontoutaense
- Syzygium toppingii
- Syzygium torricellianum
- Syzygium touranense
- Syzygium trachyanthum
- Syzygium trachyphloium
- Syzygium tramnion
- Syzygium travancoricum
- Syzygium treubii
- Syzygium trianthum
- Syzygium trichotomum
- Syzygium tricolor
- Syzygium tripetalum
- Syzygium triphlebium
- Syzygium triphyllum
- Syzygium tripinnatum
- Syzygium triplinervium
- Syzygium triste
- Syzygium trivene
- Syzygium tsoongii
- Syzygium tubiflorum
- Syzygium tula
- Syzygium turbinatum
- Syzygium tympananthum
- Syzygium ubogoensis
- Syzygium ultramaficum
- Syzygium umbellatum
- Syzygium umbilicatum
- Syzygium umbrosum
- Syzygium uniflorum
- Syzygium unipunctatum
- Syzygium urdanetense
- Syzygium urophyllum
- Syzygium utilis
- Syzygium vaccinifolium
- Syzygium wagapense
- Syzygium waikaiunense
- Syzygium valdecoriaceum
- Syzygium valdepunctatum
- Syzygium valdevenosum
- Syzygium valentissimum
- Syzygium validinerve
- Syzygium validum
- Syzygium walkeri
- Syzygium vanderwateri
- Syzygium warburgii
- Syzygium variabile
- Syzygium variifolium
- Syzygium variolosum
- Syzygium waterhousei
- Syzygium watsonianum
- Syzygium watutense
- Syzygium vaughanii
- Syzygium vaupelii
- Syzygium veillonii
- Syzygium velae
- Syzygium velutinum
- Syzygium venosum
- Syzygium wenshanense
- Syzygium venustum
- Syzygium wenzelii
- Syzygium verniciflorum
- Syzygium vernicosum
- Syzygium vernonioides
- Syzygium verrucosum
- Syzygium versteegii
- Syzygium wesa
- Syzygium vestitum
- Syzygium whitfordii
- Syzygium viburnoides
- Syzygium vidalianum
- Syzygium villamilii
- Syzygium williamsii
- Syzygium villiferum
- Syzygium wilsonii
- Syzygium winckelii
- Syzygium winitii
- Syzygium virescens
- Syzygium viridescens
- Syzygium virotii
- Syzygium vismioides
- Syzygium wolfii
- Syzygium wollastonii
- Syzygium womersleyi
- Syzygium wrayi
- Syzygium vrieseanum
- Syzygium wrightii
- Syzygium vulcanicum
- Syzygium xanthophyllum
- Syzygium xanthostemifolium
- Syzygium xerampelinum
- Syzygium xiphophyllum
- Syzygium xizangense
- Syzygium xylopiaceum
- Syzygium yunnanense
- Syzygium zamboangense
- Syzygium zeylanicum
- Syzygium zhenghei
- Syzygium zimmermannii
- Syzygium zollingerianum